# Primera Nació St. Mary's
La Primera Nació St. Mary's (ktunaxa:  ʔaq̓am) és una Primera Nació basada en la regió d'East Kootenay de la Colúmbia Britànica. En el Procés del Tractat de la Colúmbia Britànica formen part del Consell Tribal Ktunaxa Kinbasket. El seu cap és Jim Whitehead i els consellers tribals són Codie Andrews, Marty Williams, Cory Walkly i Joe Pierre Jr.

## Procés del Tractat
Està en la fase 4 del Procés del Tractat de la Colúmbia Britànica.

## Demografia
La Primera Nació St. Mary's té 345 membres.